# Aimé Mignot
Aimé Mignot (* 3. Dezember 1932 in Aix-en-Provence; † 26. März 2022) war ein französischer Fußballspieler und -trainer. Den Großteil seiner Karriere hat er in beiden Funktionen bei Olympique Lyon verbracht, weshalb er als „der Treueste der Treuen“ dieses Vereins gilt. Zudem war Mignot zehn Jahre lang Trainer der französischen Frauennationalelf.

## Spielerkarriere
Aimé Mignot ging aus der Jugend der AS Aix hervor; für diesen Klub spielte er von 1953 bis 1955 auch in der zweiten Division. Während der Saison 1955/56 wechselte er zum Erstligisten Olympique Lyon. In den dortigen elf Spielzeiten des linken Verteidigers besaß Lyon fast durchweg eine typische Mittelfeldmannschaft, die sogar in vier Jahren als Tabellen-15. oder -16. dem Abstieg nur sehr knapp entging (1959/60 bis 1961/62 und 1965/66). Lediglich in den drei dazwischenliegenden Saisons von 1962 bis 1965 gelang es ihr, in den Kampf um den Meistertitel einzugreifen; am Ende stand aber auch dann bestenfalls ein vierter Tabellenplatz zu Buche.
Im Landespokal um die Coupe de France hingegen erreichte Mignot mit seinen Mitspielern während dieser besten Jahre zweimal nacheinander das Finale. 1963 zwang Lyon die AS Monaco nach einem 0:0 nach Verlängerung in ein Wiederholungsspiel, in dem die Monegassen dann mit 2:0 die Oberhand behielten. Zwölf Monate später stand Olympique Lyon erneut auf dem Rasen des Stade Olympique Yves-du-Manoir, und nach 90 Endspielminuten gegen Girondins Bordeaux (2:0-Sieg) bekam Mannschaftskapitän Aimé Mignot die Siegertrophäe überreicht. Zu diesen drei erfolgreichen Jahren unter Trainer Lucien Jasseron trug eine Reihe von Spielern bei, die als Mannschaft gut harmonierten: neben Mignot waren das insbesondere Torhüter Marcel Aubour, die Abwehrrecken Thadée Polak und Jean Djorkaeff sowie die Offensivkräfte Victor Nurenberg, Fleury Di Nallo, Nestor Combin und Kurt Linder.
Auch auf internationalem Parkett hat Mignot, obgleich er nie in die A-Nationalelf berufen wurde, häufig gespielt. Dabei kam im Messestädte-Pokal dreimal (1958 gegen Inter Mailand, 1960 gegen die Kölner Stadtauswahl und 1961 gegen Sheffield Wednesday) allerdings bereits in der ersten Runde das Aus für Lyon. Im Europapokal der Pokalsieger 1963/64 hingegen – an dem Lyon teilnahm, weil Monaco zugleich französischer Meister geworden war und um den als „höherwertig“ angesehenen Landesmeistercup mitspielte – erreichten die Franzosen nach Erfolgen über B 1913 Odense, Olympiakos Piräus und den Hamburger SV sogar das Halbfinale. Darin setzte sich Sporting Lissabon nach 0:0 und 1:1 erst im damals noch erforderlichen Entscheidungsspiel mit 1:0 gegen Olympique durch.
Im Jahr darauf scheiterten Mignots Lyonnais dann aber (gegen den FC Porto) erneut bereits in der ersten Runde.
Nach 361 Erstligaspielen (kein Treffer) und 17 Europapokalbegegnungen (ein Treffer) beendete Aimé Mignot 1966 seine Spielerlaufbahn und begann eine Trainerausbildung.

## Trainerlaufbahn
Ab 1966 trainierte Aimé Mignot die Reserve und ab 1968 als Nachfolger von Louis Hon die Ligamannschaft von Olympique Lyonnais, und wie während seiner Zeit als Spieler pendelte die Elf zwischen oberem und unterem Tabellenmittelfeld. Lediglich 1974 und 1975 schloss sie die Saison immerhin jeweils als Dritter der Division 1 ab; im französischen Pokal allerdings erreichte sie unter dem Trainer Mignot sogar drei Endspiele. 1971 unterlag sie dem Stade Rennais UC, in dessen Reihen mit Marcel Aubour und André Guy zwei Ex-Lyoner zu den Schlüsselfiguren des Spiels wurden, und 1976 gegen Olympique Marseille, wobei Mignot allerdings kurz zuvor durch Aimé Jacquet ersetzt worden war. 1973 hingegen gewann OL das Endspiel gegen den FC Nantes und Mignot damit den Pokal auch in seiner neuen Funktion. Zur Siegerelf gehörte mit Fleury Di Nallo auch noch ein langjähriger Mitspieler des Trainers, mit Serge Chiesa zudem einer der begabtesten Mittelfeldspieler Frankreichs jener Jahre, den Mignot seit dessen 19. Lebensjahr sportlich geformt hatte.
Auch als Übungsleiter brachte Aimé Mignot es auf insgesamt 14 Europapokalspiele, wobei Lyon aber – so wie im UEFA-Cup 1974/75 gegen Borussia Mönchengladbach – immer spätestens in der zweiten Runde ausschied. 1976 verließ er nach mehr als zwei Jahrzehnten die Stadt an der Rhone und heuerte bei Lyons Ligakonkurrenten SCO Angers an, mit dem er 1977 ab- und 1978 gleich wieder aufstieg. Doch obwohl der SCO sich anschließend in der höchsten Spielklasse halten konnte, wechselte der Trainer 1979 zu Olympique Alès in die Division 2. Mit Alès stieg er am Ende der ersten Saison in die Drittklassigkeit ab, wo er noch ein Jahr weiterarbeitete, ehe er das Kapitel Vereinstrainer abschloss. Er hat dann einige Zeit regionale und nationale Auswahlmannschaften der Fédération Française de Football trainiert, ehe der Verband ihn 1987 in der Nachfolge von Francis Coché zum Chefcoach der französischen Frauennationalelf beförderte. Erst 1997 gelang es den Bleues unter ihrem Trainer, sich nach 1984 wieder einmal für die Endrunde einer Europameisterschaft zu qualifizieren; dort scheiterten sie dann allerdings knapp am Einzug ins Halbfinale. Die Teilnahme an einer Weltmeisterschaftsendrunde verpasste Frankreich hingegen sowohl 1991 als 1995. Nach der EM 1997 wurde Aimé Mignot von Élisabeth Loisel abgelöst. Zu Beginn des 21. Jahrhunderts hat die Vereinigung ehemaliger Nationalspielerinnen ihn zu ihrem Ehrenpräsidenten ernannt.
Sein Trainercredo war es, mit den Spielern ein „ausgefeiltes Zusammenspiel“ einzuüben, das sich „nicht alleine auf eine Betonabwehr und das Hoffen auf ein Wunder im Sturm stützte“. Damit hatte er 1974 immerhin die bis dahin beste Ligaplatzierung in Olympiques Vereinsgeschichte erreicht. Und als im Sommer 2007 fünf Journalisten, die OLs Werdegang seit Jahrzehnten verfolgt haben, ihre „Mannschaft der Besten aller Zeiten“ („équipe type“) zusammenstellten, stand darin Aimé Mignot auf der linken Abwehrposition.
Aimé Mignot starb im März 2022, 89-jährig, an den Folgen einer Bauchfellentzündung.

## Palmarès
- Französischer Pokalsieger
  - als Spieler: 1964 (und Finalist 1963)
  - als Trainer: 1973 (und Finalist 1971)
- Halbfinalist im Europapokal der Pokalsieger: 1964 (als Spieler)
- Teilnehmer der Frauen-Europameisterschaftsendrunde: 1997 (als Trainer)